# Іннланнет
Іннланнет, або Іннланн (норв. Innlandet) — один із норвезьких фюльке (районів). Розташовується на південному сході країни у північній частині Естланна (Східна Норвегія). 
Створений 1 січня 2020 року шляхом злиття старих фюльке Оппланн і Гедмарк (окрім комун Евнакер і Луннер, які були передані сусідньому фюльке Вікен того ж дня). Новий округ має площу 52 113 км², що робить його другим за величиною округом у Норвегії після фюльке Трумс-ог-Фіннмарк.
Назва фюльке перекладається як «внутрішній», що означає, що фюльке є єдиним у Норвегії, що не має виходу до моря. Фюльке займає приблизно 17% загальної площі материкової частини Норвегії. Воно простягається від округу Вікен і регіону Осло на півдні до округу Тренделаг на півночі. На північному заході фюльке межує з Мере-ог-Ромсдал і з фюльке Вестланн на заході. На сході округ межує зі шведськими округами Вермланн і Даларна.
Більшість населених пунктів у Іннландеті досить невеликі. Станом на 1 січня 2020 року Гамар є найбільшим із населенням 28 434 осіб. Єдиними іншими містами з населенням понад 10 000 є Ліллегаммер, Євік, Ельверум, Конгсвінгер і Брумунддал. Однак Рауфосс, Моельв, Вінстра, Фагернес і Отта також мають статус міст.
У фюльке народився відомий норвезький художник Едвард Мунк.

## Адміністративно-територіальний поділ
Іннландет поділяється на 46 комуни:
- Алвдал
- Ванг
- Вестре-Слідре
- Вестре-Тутен
- Воґо
- Волер
- Гамар
- Груе
- Ґеусдал
- Ґран
- Довре
- Еєр
- Еїдскуґ
- Ельверум
- Енґердал
- Ейстре-Слідре
- Естре-Тутен
- Етнедал
- Євік
- Конгсвінгер
- Летен
- Леша
- Ліллегаммер
- Лом
- Нурре-Ланн
- Нур-Еурдал
- Нур-Одал
- Нур-Фрун
- Омут
- Оснес
- Рендал
- Рінґебу
- Рінґсакер
- Сель
- Сеннре-Лан
- Сер-Еурдал
- Сер-Одал
- Сер-Фрун
- Станґе
- Стур-Ельвдал
- Толґа
- Трюсіль
- Тюнсет
- Ус
- Фоллдал
- Шок

Фюльке також є виборчою територією, де всенародне голосування відбувається кожні 4 роки. У Іннландеті урядом округу є муніципалітет округу Іннландет. Він включає 57 членів, які обираються для формування ради фюльке (Fylkesting). Очолює Фюлькестінг староста фюльке (fylkesordfører). З 2020 року муніципалітет округу Іннландет очолює Евен Александер Гаген (Hagen), мер округу. Округ також має губернатора округу (Statsforvalteren), який є представником короля та уряду Норвегії. Кнут Сторбергет є з 2020 губернатором округу Іннландет. Офіси губернатора округу — у Ліллегаммері.